# Union soviétique aux Jeux paralympiques d'hiver de 1988
 (mars 2024).
Si vous disposez d'ouvrages ou d'articles de référence ou si vous connaissez des sites web de qualité traitant du thème abordé ici, merci de compléter l'article en donnant les références utiles à sa vérifiabilité et en les liant à la section « Notes et références ».
L'Union soviétique participe aux Jeux paralympiques d'hiver de 1988 à Innsbruck. C'est la première participation du pays aux Jeux paralympiques et aussi sa dernière avant la dislocation de l'URSS.
Elle y remporte deux médailles de bronze avec Valentina Grigoryeva (en) sur les épreuves de ski de fond B1 pour personnes aveugles sur 5 km et 10km.
La délégation est composée de 8 fondeurs mal-voyants (5 hommes et 3 femmes)

## Engagés soviétiques par sport
Les soviétiques participeront chacun aux deux épreuves individuels (petite et longue distance) et aux épreuves de relais (B1-3)
- Ski de fond - féminin
  - Valentina Grigoryeva (B1)
  - Gertruda Jefremova (B2)
  - Tamara Olinichenko (B2)
- Ski de fond - masculin
  - Vladimir Achrameyev (B3)
  - Nikolai Kutsnetsov (B1)
  - Boris Muzhichayev (B2)
  - Victor Zhukov (B1)
  - Smolnikov (B3) - ne participe pas au relais